# Cacatua haematuropygia
La cacatúa filipina (Cacatua heamaturopygia) es una especie de ave de la familia de las cacatúas, que se encuentra en grave peligro de extinción.

## Descripción
Es toda blanca excepto las plumas de la cresta que son amarillas o rosadas; y por el color rojizo que tiene cerca de la cloaca que la hacen fácilmente identificable.
Tiene una longitud de unos 30-32 cm, y un peso de unos 300 g.

## Distribución y hábitat
Es endémica de las islas hada, donde tiene pequeñas poblaciones en las islas de Palawan, Tawi-tawi, Mindanao y Masbate; y existe una población en cautividad criada por la organización conservacionista Birds International cerca de Manila.
Su hábitat son las zonas bajas húmedas, como manglares o arrozales.

### Estado de sus poblaciones
Ha sufrido una rápida y fuerte reducción de sus poblaciones sobre todo por la destrucción de sus hábitats y por su captura para venderse como ave doméstica. Su población actual se calcula entre 1000 y 4000 ejemplares, por lo que ha sido considerada por el IUCN como en peligro crítico de extinción.

## Reproducción

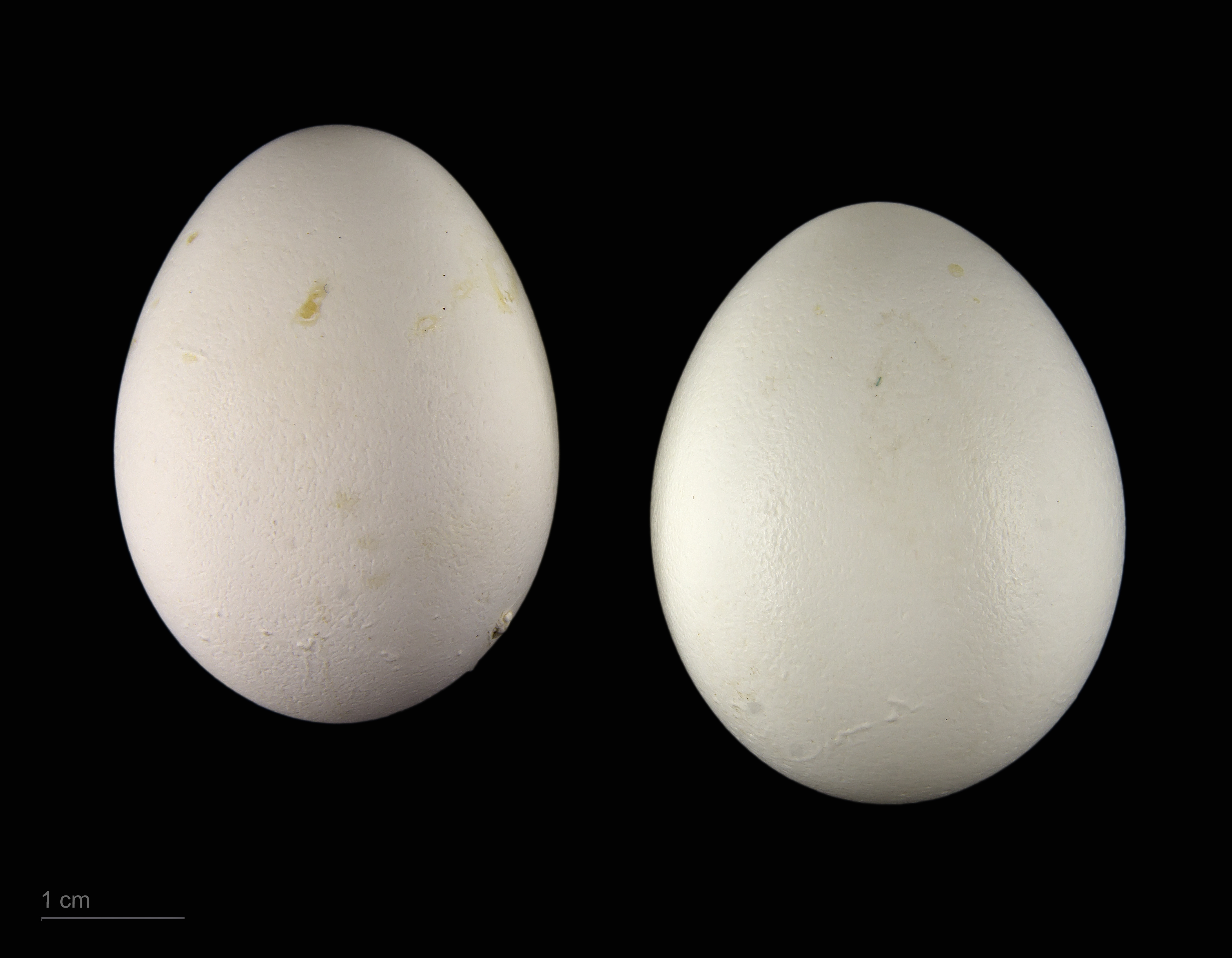
Cacatua haematuropygia - MHNT

Sus nidadas son de 2-3 huevos. La incubación dura unos 28 días.